# Алмейда, Амарилду
Амарилду Алмейда (порт. Amarildo Almeida; род. 15 марта 1976 или 13 мая 1976) — бисау-гвинейский легкоатлет, выступавший в беге на короткие дистанции. Участник летних Олимпийских игр 1996 года.

## Биография
Амарилду Алмейда родился 15 марта или 13 мая 1976 года.
В 1994 году участвовал во Франкофонских играх в Бондуфле. В беге на 100 метров выбыл в четвертьфинале, показав результат 10,98 секунды.
В 1996 году вошёл в состав сборной Гвинеи-Бисау на летних Олимпийских играх в Атланте. В беге на 100 метров занял в забеге 1/8 финала 8-е место, показав результат 10,85 и уступив 0,47 секунды попавшему в четвертьфинал с 5-го места Рэя Стюарта с Ямайки.
В 1997 году участвовал в чемпионате мира в Афинах. Выступал в беге на 100 метров, выбыл в 1/8 финала (10,92).
В 1999 году участвовал в чемпионате мира в Севилье. Выступал в беге на 100 метров, выбыл в 1/8 финала (10,80).
В том же году выступал на Всеафриканских играх в Йоханнесбурге. Дошёл до полуфинала в беге на 100 метров (10,59) и в беге на 200 метров (21,53).

## Личный рекорд
- Бег на 100 метров — 10,52 (6 июня 1999, Вила-Реал-ди-Санту-Антониу)[2][3]
- Бег на 200 метров — 21,18 (17 сентября 1999, Йоханнесбург)[3]